# Kungariket Haiti
Kungariket Haiti (franska: Royaume d'Haïti, haitisk kreol: Ini an Ayiti) var en statsbildning skapad av Henri Christophe den 28 mars 1811, då han utropades som kung, med namnet Henri I, efter att tidigare ha varit president.  
Kungariket var den andra monarkin på Haiti efter att den tidigare kejsaren Jean-Jacques Dessalines, mördades den 17 oktober 1806.  
Kung Henri styrde aldrig hela Haiti, då mordet på kejsar Jean-Jacques splittrade Haiti i två delar, en nordlig och en sydlig del. Henri styrde de norra delarna, Staten Haiti, emedan Alexandre Pétion var president för Republiken Haiti i söder. Således var bara den norra delen av Haiti en del av kungariket.
Under Henri I styre byggdes sex slott och åtta palats (inklusive Sans-Souci-paltset och Citadelle Laferrière-fästningen) för att skydda staten från möjliga franska invasioner. Kungen skapade också en adelsklass med fyra prinsar, åtta hertigar, 22 grevar, 37 baroner och 14 riddare.
Efter ett slaganfall och minskat stöd, begick Henri självmord den 8 oktober 1820 och begravdes vid Citadelle Laferrière. Hans son och arvtagare, Jacques-Victor Henry, kronprinsen av kungariket Haiti, dödades 10 dagar senare vid Sans-Souci-palatset av revolutionärer. Efter Henrys I's död och mordet på hans son, återförenades kungariket med södra Republiken Haiti med Jean Pierre Boyer som president, och blev således dagens Haiti.

## Förhistoria
De ursprungliga invånarna som bodda på ön Hispaniola var folkslagen, arawak eller Taino. 
Ön upptäcktes och namngavs av Christopher Columbus år 1492 och de spanska bosättarna förintade ursprungsbefolkningen.  Ön blev i Spaniens ägo, under namnet La Española fram till 1697. Omkring år 1630 började franska och engelska pirater att erövra västkusten och ön La Tortue på den nordvästra delen av ön. Fransmännen etablerade sin närvaro på öns västra tredjedel. År 1697 avträdde Spanien den franska delen av ön, som senare skulle bli Haiti. Den östra delen blev efter att kolonierna avskaffades landet Dominikanska republiken. Den franska kolonin, baserad på skogs- och sockerrelaterade industrier, blev en av de rikaste i Västindien, till priset av den tunga importen av afrikanska slavar, (som spanjorerna började med), och en betydande miljöförstöring. I slutet av 1700-talet, revolterade Haitis nästan en halv miljon slavar under ledning av François Toussaint L'Ouverture. Efter en långvarig kamp blev Haiti den första postkoloniala nationen i världen, ledd av före detta. afrikanska slavarbetare, och dessa förklarade sin självständighet år 1804.